# Cédric Paty
Cédric Paty (Châtillon-sur-Seine, 25 de julio de 1981) fue un jugador de balonmano francés que jugó como extremo derecho. Su último equipo fue el Chambéry Savoie Handball francés. Fue un componente de la Selección de balonmano de Francia.
Con la selección ganó la medalla de oro en los Juegos Olímpicos de Pekín 2008 y la medalla de bronce en el Campeonato Europeo de Balonmano Masculino de 2008.

## Palmarés

### Villefranche
- Pro D2 (1):  2004

### Chambéry Savoie
- Supercopa de Francia (2013)

## Clubes
- Dijon Bourgogne Handball (2000-2002)
- ES Besançon (2002-2003)
- HBC Villefranche (2003-2006)
- Chambéry Savoie Handball (2006-2016)